# Abdelatif Benazzi
Abdelatif Benazzi (in arabo عبد اللطيف بن عزي‎?; Oujda, 20 agosto 1968) è un ex rugbista a 15 marocchino, già seconda linea dell’Agen e internazionale per la Francia.

## Biografia
Cresciuto in una famiglia facoltosa di Oujda, in Marocco (il suo clan è proprietario della più grossa molitura della città), Benazzi si dedicò dapprima al calcio (giocò come portiere), poi all'atletica, come discobolo e pesista; intorno ai 14 anni scoprì il rugby a 15, in Marocco considerato sport rude e residuo del passato coloniale francese e, per tale ragione, poco popolare.
Comunque, fu proprio nel rugby che Benazzi si mise in luce come atleta, richiamando l'attenzione di un tecnico francese, Reinhart Janik, che lo allevò nelle giovanili dell'Oujda, e lo portò fino alle giovanili della Nazionale marocchina, a 17 anni, nel 1985.
Nel 1988 andò a giocare in Francia, a Cahors e, una stagione più tardi, fu ingaggiato dall'Agen, con il quale al suo primo anno disputò la finale del campionato francese.
Nel 1990, durante la Coppa FIRA, esordì in Nazionale marocchina, contro il Belgio; fu, quello, l'unico incontro disputato con la Nazionale del suo Paese d'origine, perché più tardi fu chiamato dalla federazione francese e invitato a giocare per la squadra in maglie blu.
Prese parte al Cinque Nazioni 1991 e, successivamente, dal 1993 al 1998, vincendo tre edizioni, di cui due con il Grande Slam; prese inoltre parte a due edizioni del rinnovato torneo, il Sei Nazioni 2000 e 2001.
Fu selezionato inoltre in tre edizioni consecutive della Coppa del Mondo di rugby, nel 1991 in Inghilterra, nel 1995 in Sudafrica (dove la Francia giunse fino alla semifinale e poi al terzo posto finale) e, in extremis, nel 1999 in Galles, giungendo fino alla finale, poi persa, contro l'Australia dopo aver battuto la Nuova Zelanda in semifinale.
Passato nel 2000 ai londinesi del Saracens, terminò la sua carriera internazionale contro l'Inghilterra nell'ultimo incontro del Sei Nazioni 2001; nel 2003 cessò definitivamente la sua attività agonistica.
Tra le attività extrasportive, dal 1995 e per un triennio Benazzi fu membro della Consulta per l'Integrazione su nomina dell'allora presidente francese Jacques Chirac; attualmente si occupa della promozione dello sport, in particolare del rugby, tra la gioventù marocchina.

## Palmarès
- Coppe di Francia: 1
Agen: 1991-92